# 蘋果蚜
蘋果蚜（学名：Aphis pomi）为常蚜科蚜屬下的一个种。